# Portman Road
Die Portman Road (voller Name: Portman Road Stadium) ist ein Fußballstadion in der englischen Stadt Ipswich, Vereinigtes Königreich, in dem der ortsansässige Fußballclub Ipswich Town seine Heimspiele austrägt. Mit 29.673 Sitzplätzen ist es das größte Stadion in East Anglia.
Das Stadion wird auch für Konzerte genutzt, so traten z. B. Elton John, R.E.M. oder Red Hot Chili Peppers hier auf.

## Geschichte
Mit dem Bau der Portman Road Ende des 19. Jahrhunderts besaß Ipswich Town, damals als Ipswich AFC, eines der ersten Stadien mit Tornetzen und Spielfeldmarkierung. Auf Grund der geografischen Lage hatte der Rasen schon damals eine hohe Qualität.
1936 wurde das Stadion umgebaut und das Spielfeld gedreht, so dass von nun an in Nord-Süd-Richtung gespielt wurde. Geländer wurden um das Feld errichtet und am Nord- und Süd-Ende je eine Tribüne gebaut.
Im Laufe der Zeit wurde das Stadion immer weiter ausgebaut und bei der Partie des FA Cup 1974/75 am 8. März 1975 zwischen Ipswich Town und Leeds United wurde der Zuschauerrekord 38.010 aufgestellt. Zwischenzeitlich lag die Kapazität bei 22.559, bevor in den 1990er Jahren wieder neue Tribünen errichtet wurden und die Platzanzahl auf 30.311 stieg. Zwischenzeitlich reduzierte sie sich wieder auf aktuell 29.673.

## Tribünen
- East of England Co-operative Stand (West)
- Sir Bobby Robson Stand (Nord)
- Cobbold Stand (Ost)
- Sir Alf Ramsey Stand (Süd)

## Galerie

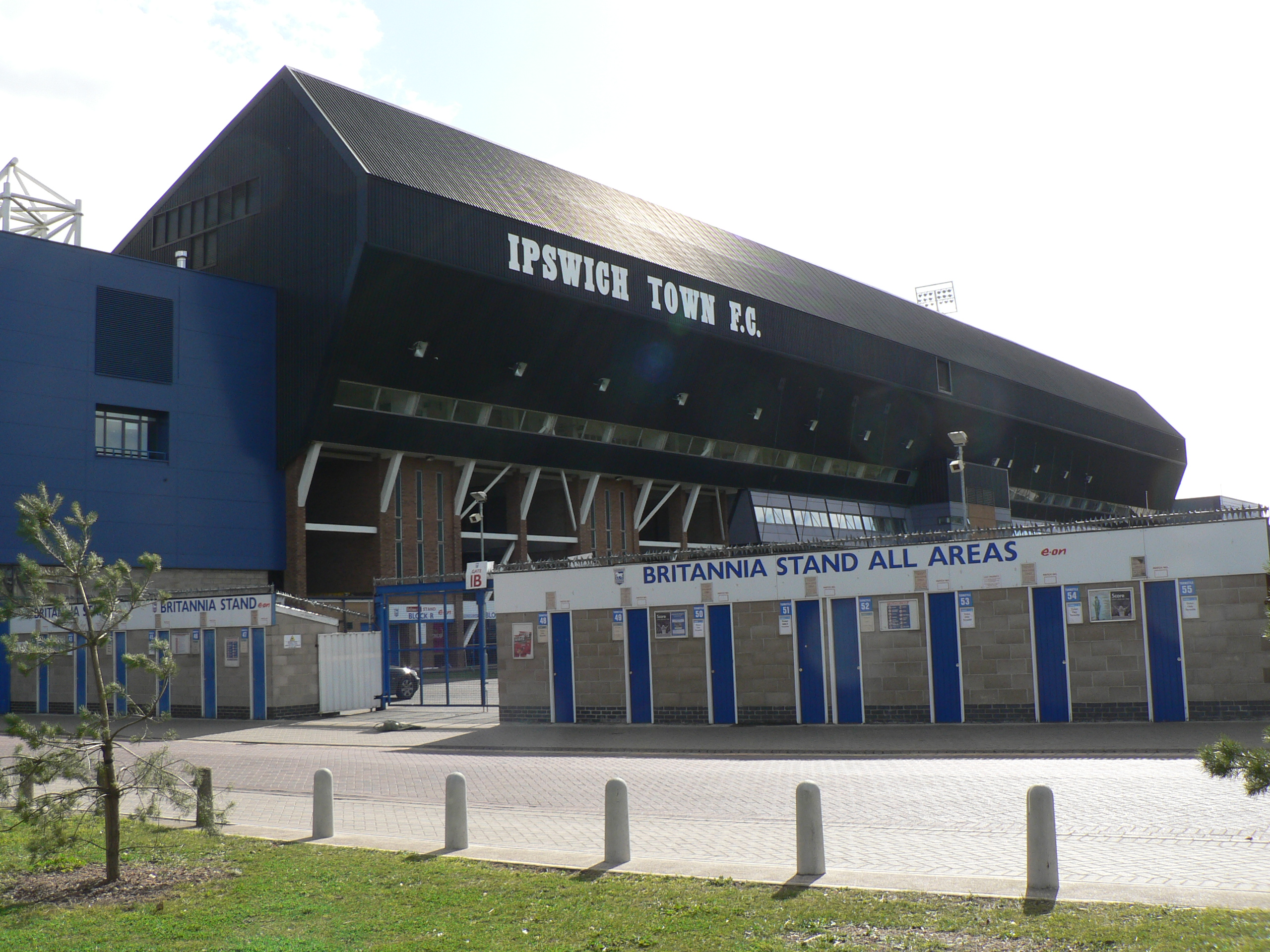
East of England Co-operative Stand
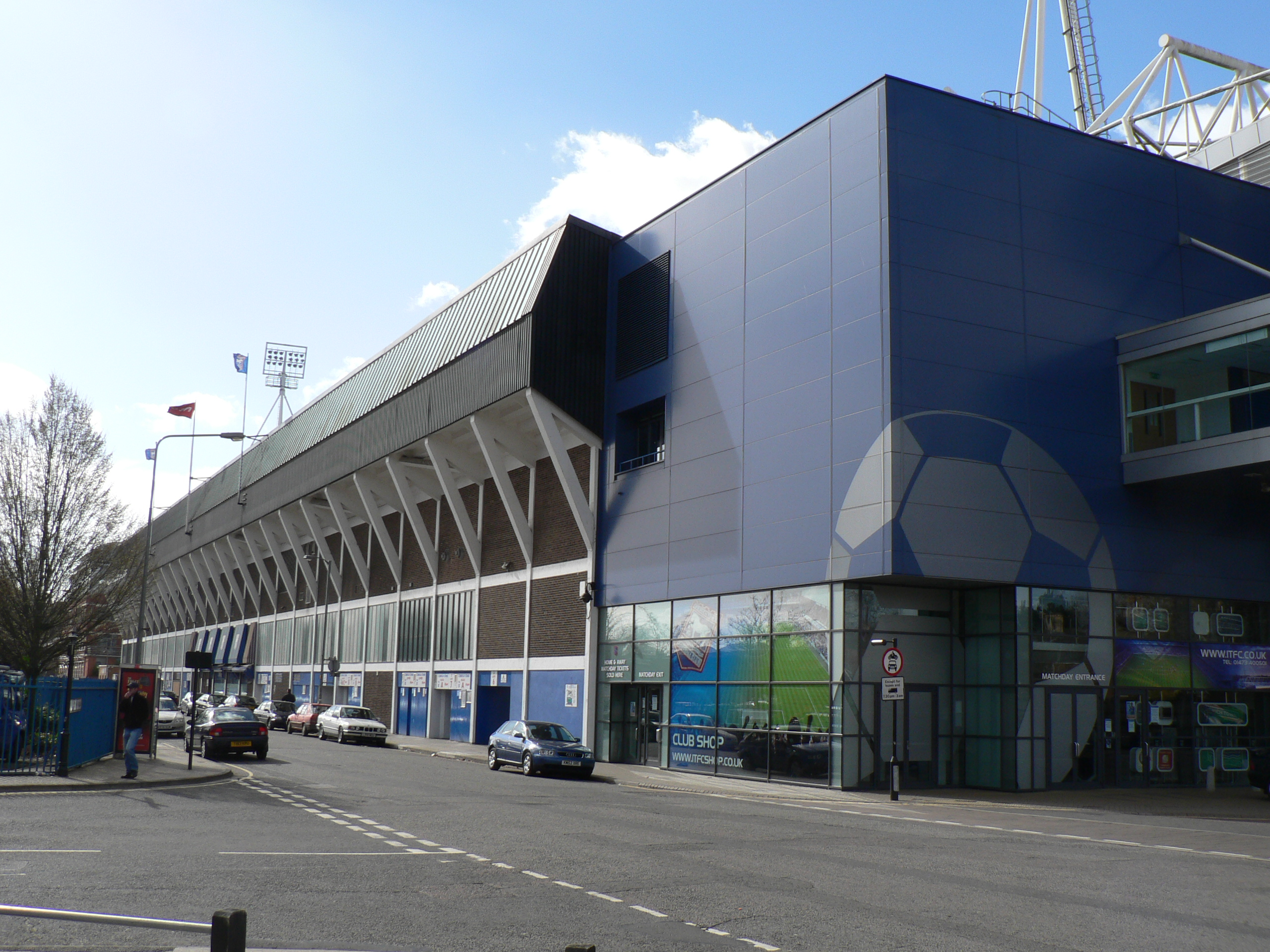
Cobbold Stand
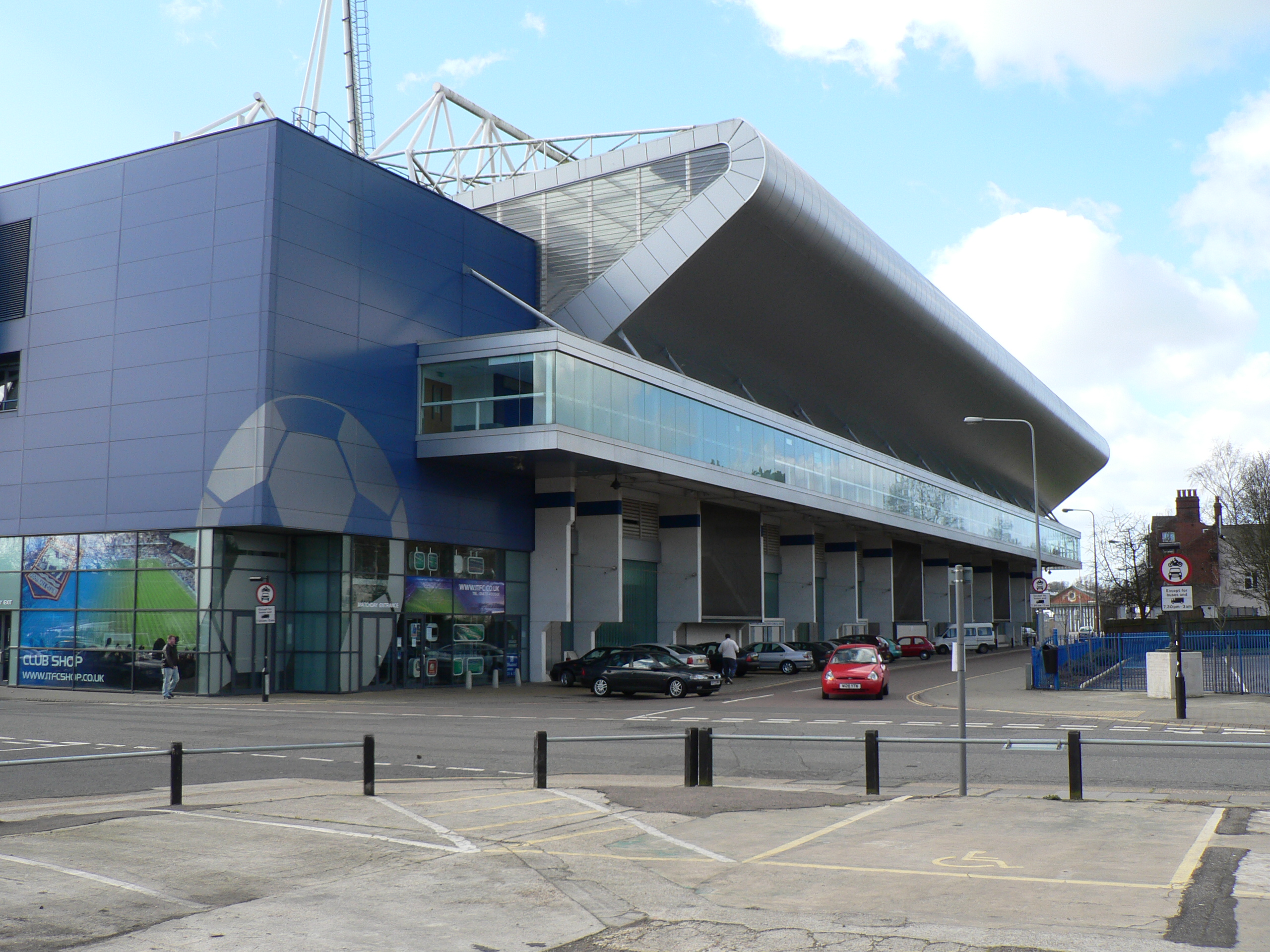
Sir Bobby Robson Stand